# 後頜鮋
後頜鮋，又名斑点鲉，為輻鰭魚綱鮋形目鮋亞目鮋科的其中一種，為溫帶海水魚，分布於西北太平洋日本及南韓海域，棲息深度10-700公尺，體長可達30公分，棲息在大陸棚底層水域，生活習性不明。